# Amplificador electrònic

Circuit amplificador

Un  amplificador electrònic  (o etapa amplificadora) és un circuit electrònic que serveix per augmentar la tensió i/o la intensitat d'un senyal elèctric. L'energia necessària per a l'amplificació s'obté de la font d'alimentació del sistema.
Els amplificadors electrònics s'utilitzen en pràcticament tots els circuits electrònics: ajuden a augmentar un senyal elèctric com la sortida d'un pickup, a un nivell de voltatge utilitzable per la resta del sistema. També augmenten la potència màxima disponible que pot proporcionar un sistema per alimentar la càrrega final com una antena o uns altaveus.
Un amplificador perfecte no ha de distorsionar el senyal d'entrada: la seva sortida ha de ser una rèplica exacta del senyal d'entrada, però augmentada.

## Característiques
L'amplificador pot realitzar la seva funció de manera passiva, variant la relació entre el corrent i el voltatge mantenint constant la potència (de manera similar a un transformador), o de forma activa, a partir d'una font d'alimentació i augmentant la potència del senyal a la sortida de l'amplificador, habitualment mantenint la forma del senyal, però dotant-la de major amplitud.
La relació entre l'entrada i la sortida de l'amplificador pot expressar-se en funció de la freqüència del senyal d'entrada, cosa que es denomina funció de transferència, que indica el guany de l'amplificador per a cada freqüència en particular. És habitual mantenir a un amplificador treballant dins d'un determinat rang de freqüències en què es comporta de forma lineal, la qual cosa implica que el seu guany és constant per a qualsevol amplitud a la seva entrada.
El component principal d'aquests amplificadors, denominat element actiu, pot ser un tub de buit o un transistor. Les vàlvules de buit solen usar-se encara en alguns amplificadors dissenyats específicament per àudio, ja que la resposta frequencial dels tubs de buit és preferida en alguns estils musicals. Els transistors són la base de l'electrònica moderna. Amb els transistors es dissenyen circuits més complexos, com els amplificadors operacionals, que al seu torn s'usen en altres com els amplificadors d'instrumentació.

## Classes d'amplificador
Les classes d'amplificadors són els següents:

### Classe A

amplificador de classe A

Són amplificadors que consumeixen corrents contínues altes de la font d'alimentació, independentment de l'existència de senyal a l'entrada. Aquesta amplificació presenta l'inconvenient de generar una gran quantitat de calor, que ha de ser dissipada. Això fa que perdi molta energia i, per tant, provoca un rendiment molt reduït. Aquest tipus d'amplificador és freqüent en circuits d'àudio i en equips domèstics de gamma alta, ja que proporcionen gran qualitat de so, en ser molt lineals.
Els amplificadors de classe A sovint consisteixen en un sol transistor de sortida, connectat directament un terminal a la font d'alimentació i l'altre a la càrrega. Quan no hi ha senyal d'entrada el corrent flueix directament del positiu al negatiu de la font d'alimentació, consumint potència sense resultar útil.

### Classe B

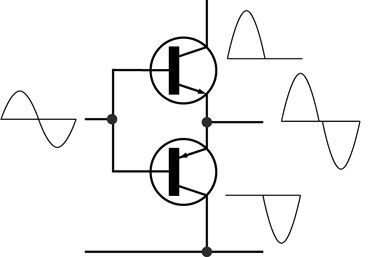
Amplificador de classe B.

Els amplificadors de classe B es caracteritzen per un consum gairebé nul quan no hi ha senyal a l'entrada del circuit. El poc corrent que consumeix s'utilitza per a polaritzar els transistors perquè entrin en zona de conducció, de manera que el consum és menor que en la classe A, tot i que la qualitat és inferior a causa de la manera com es transmet el senyal d'entrada. S'usa en sistemes telefònics, transmissors de seguretat portàtils, i sistemes d'avís, encara que no en àudio.
Els amplificadors de classe B tenen etapes de sortida amb corrent de polarització nul·la. Distorsionen de manera important els senyals febles, denominada distorsió d'encreuament per zero, perquè succeeix en el punt que el senyal de sortida creua pel seu nivell de zero volt AC i es deu justament a la manca de polarització, ja que en absència d'aquesta, mentre el senyal no superi el nivell de llindar de conducció dels transistors aquests no condueixen.

### Classe C

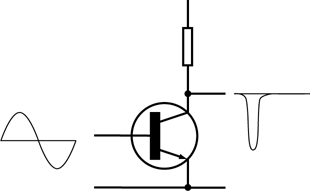
Amplificador de classe C

Els amplificadors de classe C són conceptualment similars als de classe B en què l'etapa de sortida situa el seu punt de treball en un extrem de la seva recta de càrrega amb corrent de polarització zero. No obstant això, el seu estat de repòs (sense senyal) se situa a la zona de saturació amb corrent elevat, és a dir l'altre extrem de la recta de càrrega.
L'amplificador classe "C" és exclusiu de "Radio Freqüència". Utilitza com "càrrega" un circuit de càrrega.
La característica principal d'aquest amplificador és que l'element actiu condueix menys de 180°, d'un senyal sinusoidal aplicat a la seva entrada. És a dir, que amplifica només una porció del senyal.
La seva altra característica, no menys important és la del seu alt rendiment en potència.

### Classe AB
Els amplificadors de classe AB tenen una petita polarització constant en la seva entrada, independent de l'existència de senyal. És la classe més comuna en àudio, en tenir alt rendiment i qualitat. Aquests amplificadors reben el seu nom perquè amb senyals grans es comporten com un Classe B, però amb senyals petits no presenten la distorsió d'encreuament per zero de la classe B.
Tenen dos transistors de sortida, com els de classe B, però a diferència d'aquests, tenen un petit corrent de polarització fluint entre els terminals de base i la font d'alimentació, que no obstant això no és tan elevada com en els de classe A. Aquest corrent lliure es limita al mínim valor necessari per corregir la manca de linealitat associada amb la distorsió d'encreuament, amb tot just el nivell just per situar els transistors a la vora de la conducció. Aquest recurs obliga a situar el punt Q en el límit entre la zona de tall i de conducció.

### Classe D

Amplificador de classe D o bé amplificador PWM.

Els amplificadors de classe D tenen un elevat rendiment energètic, superior en alguns casos al 95%, el que redueix la superfície necessària dels dissipadors de calor i, per tant, la grandària i pes general del circuit.
Encara que amb anterioritat es limitaven a dispositius portàtils o subwoofers, en què la distorsió o e l'amplada de banda no són factors determinants, amb tecnologia més moderna existeixen amplificadors de classe D per a tota la banda de freqüències, amb nivells de distorsió similars als de classe AB.
Els amplificadors de classe D es basen en la commutació entre dos estats, de manera que els dispositius de sortida sempre es troben en zones de tall o de saturació, casos en què la potència dissipada en aquests és pràcticament nul·la, excepte en els estats de transició, la durada ha de ser minimitzada a fi de maximitzar el rendiment.
Aquest senyal commutat pot ser generada de diverses formes, encara que la més comuna és la modulació per amplada de polsos. Aquesta ha de ser filtrada posteriorment per recuperar la informació del senyal, per al que la freqüència de commutació ha de ser superior a l'amplada de banda del senyal almenys 10 vegades.
Els amplificadors de classe D requereixen un minuciós disseny per minimitzar la radiació electromagnètica que emeten, i evitar així que interfereixin en equips propers, típicament en la banda de FM.

### Altres classes
Les classes I, G i H no estan estandarditzades com les A i B. Es tracta de variacions dels circuits clàssics, que depenen de la variació de la tensió d'alimentació per minimitzar la dissipació d'energia en els transistors de potència en cada moment, depenent del senyal d'entrada.

## Història

### Tubs de buit
El primer dispositiu pràctic destacat que podia amplificar va ser el tub de buit de tríode, inventat el 1906 per Lee De Forest, que va conduir als primers amplificadors al voltant de 1912. Els tubs de buit s'usaven en gairebé tots amplificadors fins a les dècades de 1960 i 1970 quan els transistors els van reemplaçar. Avui dia, la majoria dels amplificadors usen transistors, però els tubs de buit continuen usant-se en algunes aplicacions.

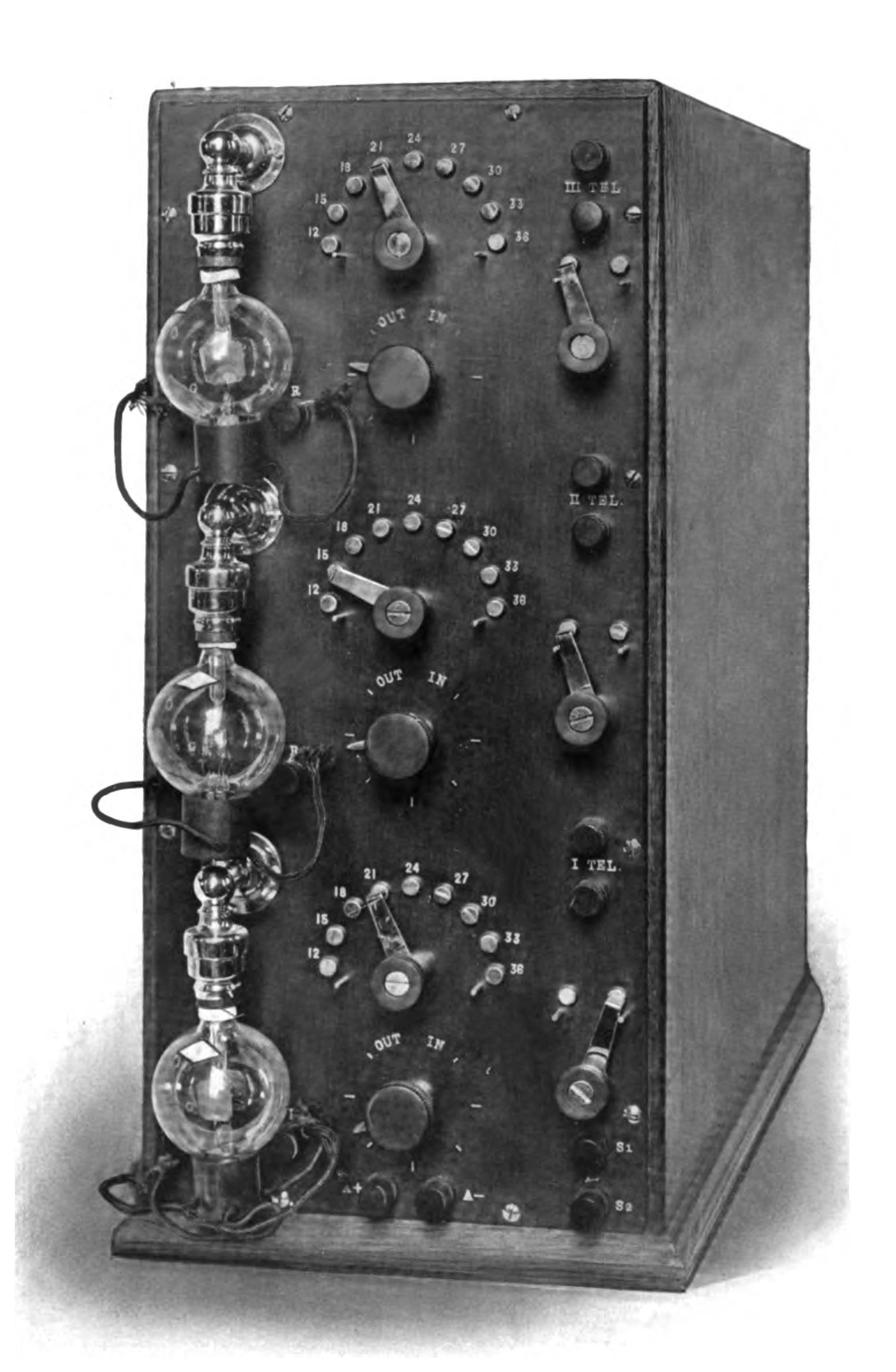
Prototip d'amplificador d'àudio de De Forest de 1914. El tub de buit audió (tríode) tenia un guany de voltatge d'aproximadament 5, proporcionant un guany total d'aproximadament 125 per a aquest amplificador de tres etapes.

El desenvolupament de la tecnologia de comunicació d'àudio en forma de telèfon, patentat per primera vegada el 1876, va crear la necessitat d'augmentar l'amplitud dels senyals elèctrics per estendre la transmissió de senyals a distàncies cada cop més llargues. En telegrafia, aquest problema havia estat resolt amb dispositius intermedis a les estacions que reposaven l'energia dissipada fent funcionar un registrador de senyals i un transmissor de suport, formant un relé, de manera que una font d'energia local a cada estació intermèdia alimentava el següent tram de transmissió.
Per a la transmissió dúplex, és a dir, enviar i rebre en totes dues direccions, es van desenvolupar repetidors de retransmissió bidireccionals a partir del treball de C. F. Varley per a transmissió telegràfica. La transmissió dúplex era essencial per a la telefonia i el problema no es va resoldre satisfactòriament fins a 1904, quan H. E. Shreeve de l'American Telephone and Telegraph Company va millorar els intents existents de construir un repetidor de telèfon que constava de transmissor de grànuls de carboni i parells de receptors electrodinàmics. El repetidor de Shreeve es va provar per primera vegada en una línia entre Boston i Amesbury, MA, i els dispositius més refinats van romandre en servei durant algun temps. Després del canvi de segle, es va descobrir que les llums de mercuri de resistència negativa podien amplificar, i també es van provar en repetidors, amb poc èxit.
El desenvolupament de vàlvules termoiòniques a partir de 1902 va proporcionar un mètode completament electrònic per amplificar senyals. La primera versió pràctica de tals dispositius va ser l'audió de tríode, inventat en 1906 per Lee De Forest, el que va conduir els primers amplificadors al voltant de 1912. Atès que l'únic dispositiu anterior que s'usava àmpliament per enfortir un senyal era el relé utilitzat en els sistemes de telègraf, el tub de buit amplificador es va anomenar originalment relé d'electrons. Els termes amplificador i amplificació, derivats del llatí amplificare, (engrandir o expandir), es van utilitzar per primera vegada per a aquesta nova capacitat al voltant de 1915, quan els triodes es van generalitzar.
El tub de buit amplificador va revolucionar la tecnologia elèctrica, creant el nou camp de l'electrònica, la tecnologia activa de dispositius elèctrics. Va fer possibles línies telefòniques de llarga distància, sistema de megafonia, transmissió de ràdio, el cinema sonor, pràctica d'enregistrament d'àudio, radar, televisió, i els primers ordinadors. Durant 50 anys, pràcticament tots els dispositius electrònics de consum van utilitzar tubs de buit. Els primers amplificadors de vàlvules sovint tenien retroalimentació positiva (regeneració), cosa que podia augmentar el guany, però també fer que l'amplificador fos inestable i propens a l'oscil·lació. Gran part de la teoria matemàtica dels amplificadors es va desenvolupar als Bell Telephone Laboratories durant les dècades de 1920 a 1940. Els nivells de distorsió en els primers amplificadors eren alts, generalment al voltant del 5%, fins a 1934, quan Harold Black va desenvolupar l'amplificador de retroalimentació negativa; això va permetre que els nivells de distorsió es reduïssin considerablement, a costa d'un menor guany. Altres avenços en la teoria de l'amplificació van ser realitzats per Harry Nyquist i Hendrik Wade Bode.
El tub de buit va ser pràcticament l'únic dispositiu amplificador, a més dels dispositius de potència especialitzats com l'amplificador magnètic i l'amplidina, durant 40 anys. Els circuits de control de potència van utilitzar amplificadors magnètics fins a la segona meitat del segle xx, quan els dispositius semiconductors de potència es van tornar més econòmics, amb velocitats d'operació més altes. Els vells repetidors electroacústics de carbó de Shreeve s'usaven en amplificadors ajustables en equips d'abonats telefònics per a persones amb discapacitat auditiva fins que el transistor va proporcionar amplificadors més petits i de més qualitat a la dècada de 1950.

### Transistors
El primer transistor en funcionament va ser un transistor de contacte puntual inventat per John Bardeen i Walter Brattain en 1947 a Bell Labs, on William Shockley més tard van inventar el transistor d'unió bipolar (BJT) en 1948. Els va seguir la invenció del transistor d'efecte de camp semiconductor d'òxid de metall (MOSFET) per Mohamed M. Atalla i Dawon Kahng a Bell Labs el 1959. A causa de l'escala MOSFET, la capacitat de reduir l'escala a mides cada vegada més petits, el MOSFET es ha convertit des de llavors l'amplificador més utilitzat.
El reemplaçament de voluminosos tubs d'electrons amb transistors durant les dècades de 1960 i 1970 va crear una revolució en l'electrònica, fent possible una gran classe de dispositius electrònics portàtils, com la ràdio de transistors desenvolupada el 1954. Avui dia, lús de tubs de buit és limitat per a algunes aplicacions dalta potència, com els transmissors de ràdio.
A partir de la dècada de 1970, es van connectar més i més transistors en un sol xip, creant així escales més altes d'integració (com la integració a petita, mitjana i gran escala) als circuits integrats. Molts amplificadors disponibles comercialment actualment es basen en circuits integrats.
Per a fins especials s'han utilitzat altres elements actius. Per exemple, en els primers dies de la comunicació per satèl·lit, es van utilitzar amplificadors paramètrics. El circuit central era un díode la capacitància del qual canviava mitjançant un senyal de RF creat localment. Sota certes condicions, aquest senyal de RF va proporcionar energia que va ser modulada pel senyal de satèl·lit extremadament feble rebut a l'estació terrestre.
Els avenços en electrònica digital des de finals del segle xx van proporcionar noves alternatives als amplificadors de guany lineal tradicionals mitjançant l'ús de commutació digital per variar la forma de pols dels senyals d'amplitud fixa , el que va resultar en dispositius com l'amplificador de classe D.